# Rona GR
| GR ist das Kürzel für den Kanton Graubünden in der Schweiz. Es wird verwendet, um Verwechslungen mit anderen Einträgen des Namens Rona zu vermeiden. |

Rona ⓘ (deutsch und bis 1943 offiziell Roffna) ist ein Ort der Gemeinde Surses in der Region Albula im Schweizer Kanton Graubünden.
Bis 1998 war Rona (bis 1943 offiziell Roffna) eine eigenständige Gemeinde. Am 1. Januar 1998 fusionierte sie zusammen mit Tinizong zur neuen Gemeinde Tinizong-Rona. Seit 2016 gehören beide Orte zur Gemeinde Surses.

## Geographie

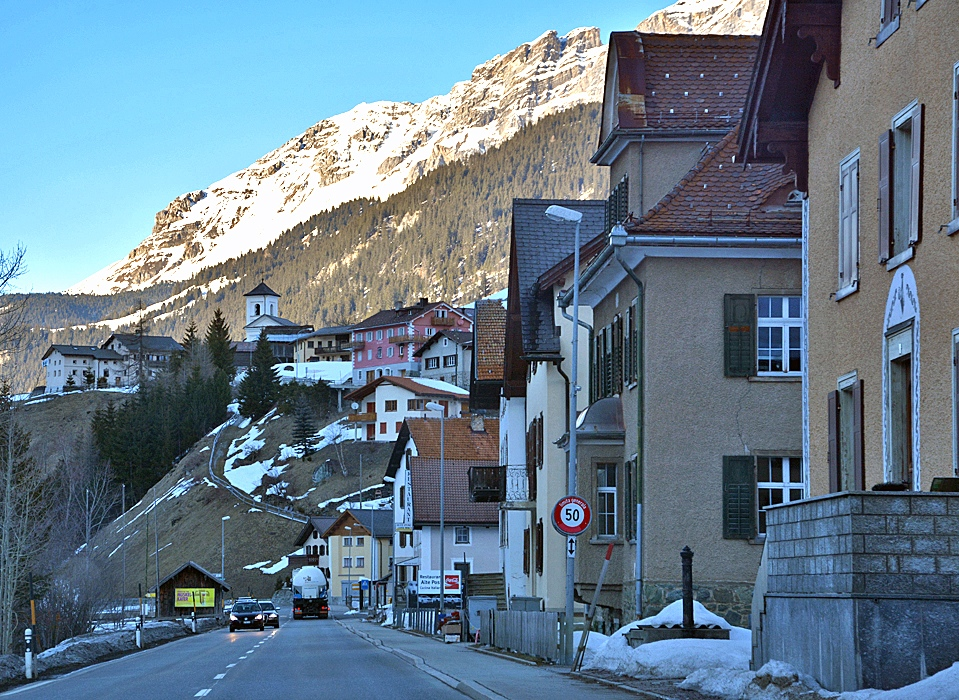
Das Dorf Rona im Oberhalbstein

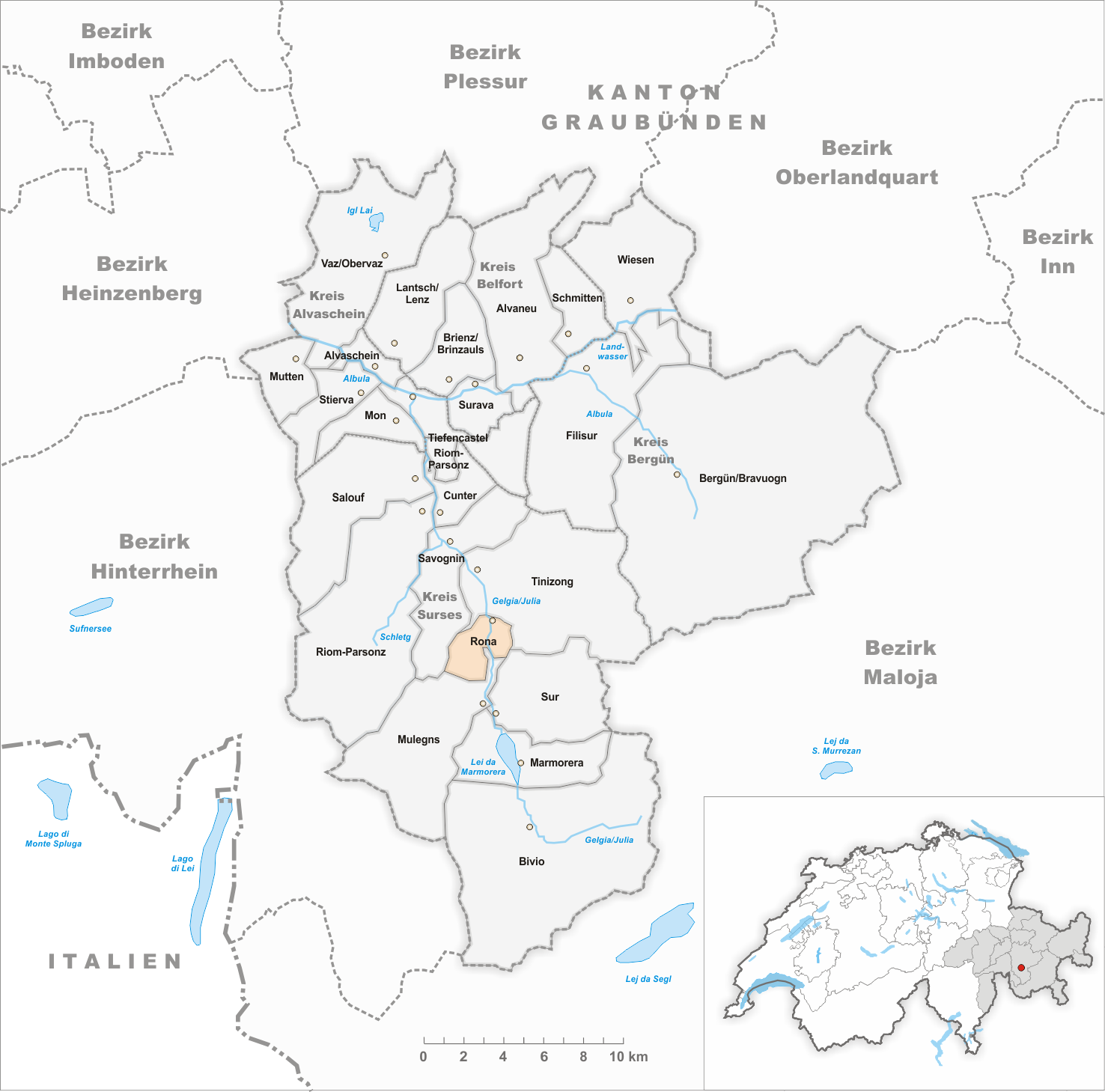
Gemeindestand vor der Fusion am 1. Januar 1998

Rona liegt im Oberhalbstein an der Julierstrasse, die dort parallel zur Julia verläuft. Der Ortsteil Ruegnas liegt auf einer Terrasse und Rieven am Rand der Schwemmebene der Julia. Rieven lag einst wie der 1580 von einem Bergsturz verschüttete Weiler Livizung links der Julia und wurde wegen steter Überschwemmungen verlegt.

## Geschichte
Rona war ein Durchgangsort an der teilweise noch sichtbaren römischen und mittelalterlichen Septimerroute. Erst im 12. und 13. Jahrhundert fanden Rodungen und die Besiedlung statt, vermutlich im Zusammenhang mit dem Erzabbau auf der Alp Plaz durch die Herren von Marmels und dem Bau der fahrbaren Strasse 1387.
Kirchlich gehörte Rona bis 1907 zu Tinizong und bildet seither eine eigenständige Pfarrei. Eine erste Kirche wird 1444 erwähnt. Rona blieb in der Reformation beim alten Glauben. Die heutige Kirche St. Anton und Leonhard errichteten die Kapuziner 1663. Erwähnenswert ist die Orgel von 1675.
Rona war bis 1851 eine Nachbarschaft der Gerichtsgemeinde Oberhalbstein damit Teil des Gotteshausbundes. Rona löste sich 1851 aus dem Verbund mit Mulegns und Sur, erhielt aber bei der Aufteilung das kleinste Gebiet mit nur wenigen Alpweiden. Der Ortsteil Rieven wurde unter der Bezeichnung Rona zur eigenständigen Gemeinde, während der Ortsteil Ruegnas zu Tinizong kam, das 1910 eine erste Fusion mit Rona ablehnte, obschon sich beide in Ruegnas Kirche und Schule teilten. Die Wirtschaftsstruktur von Rona war zu Beginn des 21. Jahrhunderts von Viehzucht, Gewerbe und Tourismus geprägt. Ein Plan zur Errichtung eines Stausees in der Ebene zerschlug sich 1912.

## Wappen
| Wappen von Rona GR | Blasonierung: «Schrägrechts geteilt von Silber und Schwarz, in Silber ein schwarzer, rot bewehrter springender Steinbock; in Schwarz ein silbernes Antoniuskreuz» |
| Wappen von Rona GR | Der Steinbock und die Farben weisen auf den Gotteshausbund hin, das Antoniuskreuz auf den Patron der Pfarrkirche.                                                 |

## Bevölkerung
| Bevölkerungsentwicklung | Bevölkerungsentwicklung | Bevölkerungsentwicklung | Bevölkerungsentwicklung | Bevölkerungsentwicklung | Bevölkerungsentwicklung |
| ----------------------- | ----------------------- | ----------------------- | ----------------------- | ----------------------- | ----------------------- |
| Jahr                    | 1850                    | 1900                    | 1950                    | 1980                    | 1990                    |
| Einwohner               | 131                     | 88                      | 121                     | 29                      | 58                      |

## Sehenswürdigkeiten
- Katholische Pfarrkirche St. Anton und Leonhard, geweiht 1444.
- Katholische Pfarrkirche, Orgel[1][2]